# Aiakos
Aiakos (řecky Αἴακος, latinsky Aeacus) byl v řecké mytologii syn nejvyššího boha Dia a nymfy Aigíny.
Narodil se na ostrově Aigína, v dospělosti se tam stal králem a vládl moudře, s láskou k pravdě a spravedlnosti. Proto i sami bohové si ho volili jako soudce ve svých sporech.
Život mu ztrpčovala Diova manželka Héra – ze žárlivosti vůči jeho matce Aigíně ho nenáviděla a působila mu potíže. V době největšího rozkvětu jeho království na něj seslala hnilobnou mlhu, z níž se zrodila spousta jedovatých hadů. Ti otrávili prameny a potoky a všichni obyvatelé ostrova zahynuli.
Aiakos prosil Dia o pomoc, požádal ho o znovuosídlení své země lidem, který by byl pilný jako mravenci. Zeus mu seslal sen, v němž Aiakos viděl dub pokrytý spoustou mravenců, když stromem zatřásl, mravenci se proměnili v lidi. Když se probudil, viděl je živé a nazval je Myrmidony (myrméx znamená řecky mravenec).
Po své smrti se stal Aiakos ještě mocnějším a slavnějším, pro svou lásku ke spravedlnosti byl jmenován soudcem v podsvětí.
Proslavil se i svým potomstvem – syn Telamón se stal králem salamínským a otcem hrdinů Aianta a Teukra a druhý syn Péleus se stal králem fthíjským a otcem největšího achajského reka v trojské válce – Achillea.